# Речменский, Александр Иванович
Александр Иванович Речменский (1869—1938) — священник, москвовед. 

## Биография
Родился 12 (24) августа 1869 года в селе Ангелово Московского уезда Московской губернии в потомственной священнической семье. Его прадед, Михаил Герасимов был диаконом Покровской церкви погоста Речма на одноименной речке в Серпуховском уезде; дед Никита Михайлович (1817—1900) — священником в селе Оболдино Московского уезда и селе Перхушково Звенигородского уезда; и в связи с 50-летием пастырского служения в 1891 году был награждён орденом Св. Владимира 4-й степени. Это награждение дало его сыну, диакону Александру Никитичу, и внуку, Александру Ивановичу — потомственной дворянство. Иван Никитич (1845—1881) был священником Никольской церкви в Ангелово и законоучителем в земской школе в Юрлово. Рано скончавшись от чахотки, он оставил сиротами 12-летнего Александра и 9-летнюю Капитолину.
В 1884 году Александр Речменский окончил Заиконоспасское духовное училище, а в 1890 году, по первому разряду — Московскую духовную семинарию. В 1891—1900 годах служил псаломщиком в церкви архидиакона Евпла; в 1900—1909 гг. — диаконом, а затем священником (с 1902) в Успенской церкви в Косино. С 1909 года он служил священником Троицкой церкви в Кожевниках в Москве (ровно век спустя после другого своего прадеда, священника Ивана Андреевича Кобранова, известного переводчика). В 1896—1897 гг. был законоучителем церковно-приходской школы при церкви Николая Чудотворца в Кленниках, в 1896—1899 гг. — церковно-приходской школы при церкви Николая Чудотворца на Пупышах, в 1907—1911 гг. — Всехсвятского церковно-приходского училища, в 1910—1917 гг. — Петровско-Хамовнического городского училища, в 1911—1917 гг. — 3-го Пятницкого Ольгинского женского городского училища. В 1910 году он окончил археологическое отделение Московского археологического института.
Состоял действительным членом Императорского Московского археологического общества, Церковно-археологического отделения Общества любителей духовного просвещения, Комиссии по осмотру и изучению памятников церковной старины города Москвы и Московской епархии, Московского общества по устройству публичных чтений, библиотек и читален для народа, членом-корреспондентом Императорского общества любителей древней письменности и членом-сотрудником Общества ревнителей русского исторического просвещения в память императора Александра III. Участвовал в организации выставки к 300-летию Дома Романовых, проходившей в 1913 г. в Чудовом монастыре, и составил каталог выставки. В первые годы советской власти участвовал в работе комиссии Моссовета, занимавшейся осмотром и учетом памятников старины в московских храмах.
В 1922—1923 годах был митрофорным протоиереем Малого Успенского собора на Крутицком подворье, уже захваченного обновленцами.
В конце 1920-х — 1930-е гг. жил в Климентовском переулке, д. 11/23. Скончался возле станции Сходня; похоронен на Введенском кладбище (6 уч.).

## Основные сочинения
- Храм святого мученика архидиакона Евпла в Москве. — М., 1895.
- Косино и его святыни / Свящ. И. И. Померанцев, свящ. А. И. Речменский. - М., 1904. - [1], 21 с., 3 л. ил.
- Икона XVII века из моего собрания // Московская церковная старина. Труды комиссии по осмотру и изучению памятников церковной старины г. Москвы и Московской епархии. — Т. 3. Вып. 1. — М., 1905.
- Святой мученик диакон Евпл. — М., 1905.
- Предание о святом озере в селе Косине. — М., 1906.
- О знаменном распеве // Душеполезное чтение. — 1906. — № 5-6. (отд. изд.: М.: Унив. тип., 1906. — 21 с.)
- Горе горькое, темень темная: [Разговор деревенских баб]. — М., 1912. — 15 с.
- Походная церковь императора Александра I. — М., 1912. — 153 с.
- Собрание памятников церковной старины в ознаменование трехсотлетия царствования Дома Романовых. — М., 1913.